# Questione di feeling
«Questione di feeling» (с итал. — «Вопрос чувств») — дуэтная песня, записанная итальянскими исполнителями Миной и Риккардо Коччанте. Песня была выпущена как сингл и предвосхитила альбом Мины Finalmente ho conosciuto il conte Dracula…, в котором она содержится. Коччанте включил этот трек в свой альбом Il mare dei papaveri (1985).
Она также использовалась в качестве лейтмотива телешоу Майка Бонджорно Pentatlon.

## О песне
Песня была написана Моголом и Коччанте. По словам Коччанте, процесс создания песни был сложным. Мине понравилась сама песня, но из-за того, что они не смогли найти ключ к исполнению, она резко начала отказываться от записи. Тем не менее, Коччанте уговарил Мину попробовать исполнить другую версию песни по-новому, но Мина заявила, что так петь не будет. В конце концов, она поддалась уговорам и записала фрагмент, который ей действительно понравился, и согласилась записать всю песню целиком. Запись проходила в Англии в студии звукозаписи Chipping Norton при участии музыканта Пола Бакмастера.

## Отзывы критиков
Джулия Чаварелли из TV Sorrisi e Canzoni назвала эту песню жемчужиной итальянской музыки.

## Участники записи
- Мина — вокал
- Риккардо Коччианте — аранжировка, музыка, продюсирование, вокал
- Пол Бакмастер — аранжировка, продюсирование
- Могол — текст песни
- Пьеро Маннуччи — мастеринг
- Массимилиано Пани — гитара
- Марио Роббиани — клавишные
- Джорджио Кочилово — гитара
- Паоло Джанолио — гитара
- Марко Ринальдуцци — гитара, синтезатор
- Бруно Де Филиппи — губная гармоника
- Риккардо Бисео — клавишные

Все данные взяты из примечаний к альбомам.

## Чарты
| Чарт (1985)              | Высшая позиция |
| ------------------------ | -------------- |
| Италия (Musica e dischi) | 2              |

## Кавер-версии
- В 1985 году Коччанте записал французскую версию песни «Question de feeling» в дуэте с Фабьен Тибо[7].
- В 1986 году итальянская певица Лоретта Гогги исполнила пародийную версию этой песни.
- Песня также была позже записана Миной в 2007 году на испанском языке в дуэте с Тициано Ферро для альбома Todavía.